# Chaetapodacra negrobovi
Chaetapodacra negrobovi är en tvåvingeart som beskrevs av Boris Borisovitsch Rohdendorf och Yu. G. Verves 1980. Chaetapodacra negrobovi ingår i släktet Chaetapodacra och familjen köttflugor.
Artens utbredningsområde är Mongoliet. Inga underarter finns listade i Catalogue of Life.